# Список прем'єр-міністрів Пруссії
Нижче наведений список прем'єр-міністрів Пруссії.

## Перші міністри

### 1702–1848 рр.
| Ім'я                                         | Початок терміну | Кінець терміну | Портрет                                         |
| -------------------------------------------- | --------------- | -------------- | ----------------------------------------------- |
| Йоганн Казимір Колбе фон Вартенберг          | 1702            | 1711           |                                                 |
| Гейнріх Рюдігер фон Ілген                    | 1711            | 1728           |                                                 |
| Фрідріх Вільгельм фон Грумбков               | 1728            | 1739           |                                                 |
| Гейнріх фон Подевілс                         | 1739            | 1749           |                                                 |
| Георг Дітлофф фон Арнім-Бойценбург           | 1749            | 1753           |                                                 |
| Карл Вільгельм фон Фінкенстайн               | 1749            | 1777           |                                                 |
| Фрідріх Антон фон Хайніц                     | 1777            | 1802           |                                                 |
| Фрідріх Вільгельм фон Арнім-Бойценбург       | 1786            | 1798           |                                                 |
| Крістіан фон Хаугвіц (перший термін)         | 1802            | 1804           |                                                 |
| Карл Август фон Харденберг (перший термін)   | 1804            | 1806           |                                                 |
| Крістіан фон Хаугвіц (другий термін)         | 1806            | 1806           |                                                 |
| Карл Фрідріх фон Бейме                       | 1806            | 1807           |                                                 |
| Карл Август фон Харденберг (другий термін)   | 1807            | 1807           |                                                 |
| Гейнріх Фрідріх Карл фом та цум Штайн        | 1807            | 1808           |                                                 |
| Фрідріх Фердинан Александер цу Дона-Шлобітен | 1808            | 1810           | Файл:Friedrich Ferdinand Alexander zu Dohna.jpg |
| Карл Август фон Харденберг (третій термін)   | 1810            | 1822           |                                                 |
| Отто Карл Фрідріх фон Фос                    | 1822            | 1823           |                                                 |
| Карл Фрідріх Гейнріх фон Виліх та Лотум      | 1823            | 1841           |                                                 |
| Людвіг Густав фон Тіле                       | 1841            | 1848           | Файл:WP Ludwig Gustav von Thile.jpg             |

## Прем'єр-міністри Пруссії

### До заснування Імперії 1848–1873рр.
| Ім'я                               | Початок терміну  | Кінець терміну   | Портрет                            |
| ---------------------------------- | ---------------- | ---------------- | ---------------------------------- |
| Адольф Генріх фон Арнім-Бойценбург | 19 березня 1848  | 29 березня 1848  | Адольф Генріх фон Арнім-Бойценбург |
| Лудольф Кампхаузен                 | 29 березня 1848  | 20 червня 1848   | Лудольф Кампхаузен                 |
| Рудольф фон Ауерсвальд             | 25 червня 1848   | 8 вересня 1848   | Рудольф фон Ауерсвальд             |
| Ернст фон Пфюель                   | 21 вересня 1848  | 1 листопада 1848 |                                    |
| Фрідріх Вільгельм Брандербурзький  | 2 листопада 1848 | 6 листопада 1850 | Фрідріх Вільгельм Брандербурзький  |
| Отто Теодор фон Мантойфель         | 19 грудня 1850   | 6 листопада 1858 | Отто Теодор фон Мантойфель         |
| Карл-Антон Гогенцолерн-Зігмарінген | 6 листопада 1858 | 12 березня 1862  | Карл-Антон Гогенцолерн-Зігмарінген |
| Адольф цу Гогенлое-Інгельфінген    | 17 березня 1862  | 23 вересня 1862  |                                    |
| Отто фон Бісмарк                   | 23 вересня 1862  | 22 грудня 1872   | Отто фон Бісмарк                   |

### В період Німецької імперії, 1873–1894рр.
| Ім'я              | Початок терміну  | Кінець терміну   | Портрет                      |
| ----------------- | ---------------- | ---------------- | ---------------------------- |
| Альбрехт фон Роон | 1 січня 1873     | 9 листопада 1873 | Альбрехт фон Роон            |
| Отто фон Бісмарк  | 9 листопада 1873 | 20 березня 1890  | Отто фон Бісмарк             |
| Лео фон Капріві   | 20 березня 1890  | 22 березня 1892  | Лео фон Капріві              |
| Бото цу Ойленбруг | 22 березня 1892  | 26 жовтня 1894   | Бото Вендт Граф цу Ойленбург |

### Прем'єр-міністри та Рейхсканцлери 1894–1918рр.
| Ім'я                            | Початок терміну  | Кінець терміну   | Портрет                         |
| ------------------------------- | ---------------- | ---------------- | ------------------------------- |
| Хлодвіг цу Гогенлое-Шилінгфюрст | 29 жовтня 1894   | 17 жовтня 1900   | Хлодвіг цу Гогенлое-Шилінгфюрст |
| Бернгард фон Бюлов              | 17 жовтня 1900   | 14 липня 1909    | Бернгард та Марія фон Бюлов     |
| Теобальд Бетман-Гольвег         | 14 липня 1909    | 13 липня 1917    | Теобальд Бетман-Гольвег         |
| Георг Міхаеліс                  | 14 липня 1917    | 1 листопада 1917 | Георг Міхаеліс                  |
| Георг фон Гертлінг              | 1 листопада 1917 | 30 вересня 1918  | Георг фон Гертлінг              |
| Макс фон Баден                  | 3 жовтня 1918    | 9 листопада 1918 | Макс фон Баден                  |

### Веймарська республіка 1918–1933рр.
| Ім'я                           | Початок терміну   | Кінець терміну   | Партія       | Портрет          |
| ------------------------------ | ----------------- | ---------------- | ------------ | ---------------- |
| Пол Хірш Гейнріх Штрьобель     | 12 листопада 1918 | 3 січня 1919     | СДП НСДП     |                  |
| Пол Хірш                       | 3 січня 1919      | 25 березня 1920  | СДП          |                  |
| Отто Браун                     | 27 березня 1920   | 10 березня 1921  | СДП          | Отто Браун       |
| Адам Штегервальд               | 21 квітня 1921    | 5 листопада 1921 | Центр        | Адам Штегервальд |
| Отто Браун                     | 7 листопада 1921  | 23 січня 1925    | СДП          |                  |
| Вільгельм Маркс                | 18 лютого 1925    | 20 лютого 1925   | Центр        | Wilhelm Marx     |
| Отто Браун                     | 6 квітня 1925     | 20 липня 1932    | СДП          |                  |
| Франц фон Папен (Рейхскомісар) | 20 липня 1932     | 7 квітня 1933    | безпартійний | Франц фон Папен  |

### Часи нацизму 1933–1945рр.
| Ім'я          | Початок терміну | Кінець терміну | Партія | Портрет        |
| ------------- | --------------- | -------------- | ------ | -------------- |
| Герман Герінг | 11 квітня 1933  | 23 квітня 1945 | НСДАП  | Hermann Göring |